# دهستان کترا
دهستان کترا، دهستانی است از توابع بخش نشتا شهرستان تنکابن در استان مازندران کشور ایران است.

## جمعیت
بر اساس سرشماری مرکز آمار ایران در سال ۱۳۹۵ جمعیت دهستان کترا برابر با ۸٫۱۴۷ نفر (۲٫۸۵۲ خانوار) بوده است.